# Делаван (город, Миннесота)
Делаван (англ. Delavan) — город в округе Фэрибо, штат Миннесота, США. На площади 2,8 км² (2,8 км² — суша, водоёмов нет), согласно переписи 2002 года, проживают 223 человека. Плотность населения составляет 81 чел./км². 
- Телефонный код города — 507
- Почтовый индекс — 56023
- FIPS-код города — 27-15472[1]
- GNIS-идентификатор — 0642751[2]